# جويس فنسنت
جويس فنسنت (بالإنجليزية: Joyce Vincent)‏ امرأة بريطانية، من مواليد 19 أكتوبر 1965، تُوفّيَت دون أن يلاحظها أحد، ولأكثر من عامين كانت جثتها على أريكة شقتها قبل وفاتها، وحيث أنقطعت اتصالاتها تقريبا مع معارفها.
ولقد استقالت من وظيفتها في عام 2001، وانتقلت إلى ملجأ لضحايا العنف المنزلي. في نفس الوقت تقريبًا، بدأت من الحد من اتصالاتها مع أهلها وأصدقائها، وربما كان ذلك بسبب الحرج بشأن حالتها. ثم تُوفيت على الأريكة في شهر ديسمبر من عام 2003، بدون علم أي أحد من عائلتها، أو أصدقائها، أو زملاء عملها، أو جيرانها. وتم اكتشاف رفاتها في 25 يناير 2006.
في وقت وفاتها، كان يُدفع نصف إيجار منزلها من قبل منفعة الوكالات، ولكن على مدى عدة أشهر، لم يُدفع الإيجار؛ الخصم المباشر التلقائي كان يتكفّل بمصاريف الكهرباء، وقد عُثِرَ على رُفاتها على الأريكة وقد كان التلفاز لا يزال قيد التشغيل. والذي كان الجيران يسمعونه بشكل مستمر، وقد تم شم رائحة تحلل أنسجة الجسم ولكنها قد نُسبت إلى صناديق النفايات القريبة.
لقد كان عدم دفع الإيجار هو السبب الذي أدّى لاقتحام شقتها، واكتشاف جثتها؛ وبالنسبة لسبب الوفاة فهو غير معروف، ولكن على الأرجح بأنه نوبة ربو أو مضاعفات القرحة الهضمية.

## وفاتها
تُوفيت فنسنت لأسباب غير معروفة في شهر ديسمبر من عام 2003. وتم اكتشاف رفاتها وهي ملقاة على ظهرها، بجانب حقيبة تسوق، وتحيط بها هدايا عيد الميلاد الملفوفة والتي أرادت تسليمها لأشخاص لم يتم التعرف عليهم، وقد تخلصَت الشرطة من تقارير القضية.
ولقد كانت نوافذ شقتها لا تسمح برؤية الشقة من الداخل. وكان مدمنوا المخدرات يترددون باستمرار على المنطقة وهذا ما يُفسّر لماذا لم يشكك أحد بصوت التلفاز المستمر، وكان يجري دفع نصف الإيجار لها تلقائيًا من قبل منفعة الوكالات، والذي أدّى إلى الاعتقاد بأنها كانت لا تزال على قيد الحياة. وفي العامين الأخيرين لم يتم دفع إيجار الشقة والذي أدّى إلى اقتحام الشقة ورؤية رفاتها وقد كان التلفاز يعمل طيلة تلك المدة.